# Clair de femme
Pour l’adaptation de ce livre au cinéma, voir Clair de femme (film).
Clair de femme est un roman de Romain Gary publié le 4 février 1977 et porté au cinéma par Costa-Gavras en 1979.

## Résumé
Michel vient de perdre Yannick. Sa femme est morte d’un cancer. Lui est commandant de bord. Sortant d’un taxi, il bouscule une femme mûre dont la vie pourrait ressembler à la sienne. Lydia Kowalski a perdu sa fille dans un accident de voiture que conduisait son mari, qui n’est plus qu’un survivant relevant de la psychiatrie. La relation de ces deux personnages oscille entre une grande proximité et un éloignement tout au long du roman, ponctué par la présence de personnages secondaires atypiques comme Señor Galba, dresseur de chien. 
Le roman a été adapté au théâtre à plusieurs reprises.